# Benjamin Atkins
Benjamin Atkins (ur. 26 sierpnia 1968 w Detroit, zm. 17 września 1997 w Jackson) – amerykański seryjny morderca nazywany Mordercą z Woodward Corridor. W latach 1991–1992 zamordował w Detroit, 11 kobiet – głównie prostytutek.

## Młodość
Atkins urodził się w ubogiej rodzinie. Jego rodzice często nadużywali alkoholu oraz narkotyków. Gdy miał 2 lata, trafił do domu dziecka, gdzie spędził większość dzieciństwa. Gdy miał 10 lat, został zgwałcony przez pracownika domu dziecka. Do rodzinnego domu powrócił, mając 15 lat. Wówczas okazało się, że jego matka się prostytuuje i regularnie przyjmuje klientów w swoim domu. Zachowanie matki było nie do zaakceptowania przez Atkinsa, który zaczął się nią brzydzić. Niedługo później uciekł z domu i został bezdomnym. Uzależnił się też od alkoholu oraz narkotyków. Pod ich wpływem zawsze mówił, jak bardzo nienawidzi prostytutek.

## Morderstwa
Atkins zaczął mordować pod koniec 1991 roku. Przez 9 miesięcy – od grudnia 1991 do sierpnia 1992 – zgwałcił i zamordował na terenie Detroit 11 kobiet, głównie prostytutek lub narkomanek. Wszystkie zostały uduszone, a ich ciała znajdowano w opuszczonych budynkach, często przeznaczonych do rozbiórki. Do morderstw dochodziło najczęściej w okolicy Woodward Corridor, czyli budynkach przyległych do ulicy Woodward Avenue w Detroit. Policja była blisko schwytania Atkinsa już w styczniu 1992 roku, gdyż spotkali go w jednym z pustostanów podczas rutynowych przeszukiwań. Z braku dowodów, nie postawiono mu żadnych zarzutów, co pozwoliło mu dalej mordować kobiety. Pod koniec sierpnia 1992 roku na policję zgłosiła się kobieta, którą Atkins zgwałcił w 1991 roku. Kobieta rozpoznała swego oprawcę na ulicy. Atkinsa aresztowano, a śledczy bardzo szybko połączyli gwałt z serią morderstw. Po 12 godzinach przesłuchań, Atkins przyznał się do popełnienia morderstw. Wskazał też miejsca ukrycia zwłok dwóch ofiar, o których policjanci nie wiedzieli. Przyznał, że motywem zbrodni była nienawiść do prostytutek. Za zabójstwa został skazany na karę dożywotniego pozbawienia wolności.
W 1997 roku u Atkinsa zdiagnozowano wirusa HIV, którym zaraził się od jednej ze swoich ofiar. Niedługo później zmarł w więziennym szpitalu.

## Ofiary Atkinsa
| Miejsce | Ofiara              | Wiek | Data             |
| ------- | ------------------- | ---- | ---------------- |
| 1.      | Debbie Friday       | 30   | 14 grudnia 1991  |
| 2.      | Bertha Mason        | 26   | 30 grudnia 1991  |
| 3.      | Patricia George     | 36   | 3 stycznia 1992  |
| 4.      | Vickie Truelove     | 39   | 25 stycznia 1992 |
| 5.      | Valerie Chalk       | 34   | 17 lutego 1992   |
| 6.      | Juanita Hardy       | 23   | 17 lutego 1992   |
| 7.      | Niezidentyfikowana  | ?    | 17 lutego 1992   |
| 8.      | Brenda Mitchell     | 38   | 9 kwietnia 1992  |
| 9.      | Vicki Beasley-Brown | 43   | 15 kwietnia 1992 |
| 10.     | Joanne O'Rourke     | 40   | 15 czerwca 1992  |
| 11.     | Ocinena Waymer      | 22   | 21 sierpnia 1992 |